# Sezam otwarty. Nagrania instrumentalne z lat 1964–1967
Sezam otwarty. Nagrania instrumentalne z lat 1964–1967 – dwupłytowy album kompilacyjny zawierający komplet nagrań instrumentalnych zespołu Tajfuny, a dodatkowo także Big Beat Sextetu z lat 1962–1963 i Zespołu Zbigniewa Antoszewskiego z 1967 roku. Antologia ukazała się nakładem wydawnictwa Kameleon Records.

## Lista utworów[1][2]

### Nagrania radiowa
1. „Niespokojna noc” (Bohdan Kendelewicz) – 2:15
2. „Zwrotnik raka” (Andrzej Korzyński) (wersja 1) – 1:55
3. „Białe wzgórza” (Zbigniew Antoszewski) – 2:48
4. „Czas rozmowy” (opr. Bohdan Kendelewicz) – 2:18
5. „Przed burzą” (Bohdan Kendelewicz) – 2:00
6. „Sputnik” (Tajfuny) – 1:57
7. „Stalowa woda” (ang. Still Waters Run Deep) (Bob Perper, Paul Gasper, Jack Aranda, opr. Bohdan Kendelewicz, Zbigniew Antoszewski) – 2:29
8. „Sezam otwarty” (Bohdan Kendelewicz) (wersja 1) – 2:26
9. „Zachodni wiatr (Rozstanie z morzem)” (Henryk Jabłoński) – 2:19
10. „Bluzeczka zamszowa” (Jan Markowski) – 2:33
11. „Głos prerii” (Jerzy Kossela) (wersja 1) – 2:19
12. „Nie jestem pewien, czy mnie kochasz” (Bohdan Kendelewicz) – 2:23
13. „Bambiszek i jego koledzy” (Bohdan Kendelewicz) – 1:58
14. „Tramwaj numer 24” (Krzysztof Sadowski) – 2:39
15. „Nieoczekiwane rozwiązanie” (Bohdan Kendelewicz) – 2:46
16. „Ostatni podmuch wiatru” (Tajfuny) – 2:15
17. „Kiedy jesteśmy sami” (Bohdan Kendelewicz) – 2:17
18. „My i oni” (Bohdan Kendelewicz) – 3:07
19. „Siedem i pół” (Tajfuny) – 3:12
20. „Dwóch chłopców” – 1:31
21. „Sezam otwarty” (Bohdan Kendelewicz) (wersja 2) – 2:38
22. „Zwrotnik raka” (Andrzej Korzyński) (wersja 2) – 2:14
23. „Głos prerii” (Jerzy Kossela) (wersja 2) – 2:25

- W utworze 15 solo na klarnecie wykonuje gościnnie Józef Mazurkiewicz.
- 1964 (1-6, 21-23), 1965 (7-12), 1966 (13-17), 1967 (18-20)

### Dodatek specjalny – Nagrania zespołu Big Beat Sextet
1. „Man Of Mystery” (Michael Carr) – 2:59
2. „Lullaby Of The Leaves” (Bernice Petkere, Joe Young) – 1:59
3. „Molly-O” (Tom King, Ira Mack) – 3:09
4. „Głos tajemnicy” (Mariusz Mroczkowski) – 2:41
5. „Twist-A-Long” (Kal Mann, Dave Appell) – 2:19
6. „The Lose-Your-Inhibitions Twist” (Kal Mann, Dave Appell) – 2:44
7. „Ginchy” (Bert Weedon) – 2:10
8. „Raunchy” (Sidney Manker, Bill Justis) –2:10
9. „Kosmos” (Mariusz Mroczkowski) – 3:28

- Nagrania z lat 1962 (24-31), 1963 (32)
- 24-27 – pierwsze wydanie EP Tańczymy Madisona, Polskie Nagrania „Muza” N-0231
- 28-31 – pierwsze wydanie EP Tańczymy twista, Pronit N-0232

### Nagrania płytowe
1. „Niespokojna noc” (Bohdan Kendelewicz) (wersja EP) – 2:11
2. „Zwrotnik raka” (Andrzej Korzyński) (wersja EP) – 2:03
3. „Przed burzą” (Bohdan Kendelewicz) (wersja EP) – 2:14
4. „Sezam otwarty” (Bohdan Kendelewicz) (wersja EP) – 2:26
5. „Zachodni wiatr” (Henryk Jabłoński) (wersja EP) – 2:33
6. „Nie jestem pewien, czy mnie kochasz” (Bohdan Kendelewicz) (wersja EP) – 2:22
7. „Bambiszek i jego koledzy” (Bohdan Kendelewicz) (wersja EP) – 1:51
8. „Kiedy jesteśmy sami” (Bohdan Kendelewicz) (wersja EP) – 2:26
9. „Ej, ta droga” (Andrzej Nowikow) – 2:15
10. „Nieoczekiwane rozwiązanie” (Bohdan Kendelewicz) (wersja EP) – 2:08

- 1, 2 – pierwsze wydanie EP Veriton V-288.
- 3-6 – pierwsze wydanie EP Polskie Nagrania „Muza” N-0377 (1965).
- 7-10 – pierwsze wydanie EP Polskie Nagrania „Muza” N-0402 (1966)

### Nagrania koncertowe
1. „Sygnał zespołu” (Tajfuny) (Opole 1964) – 0:25
2. „Przed burzą” (Bohdan Kendelewicz) (Opole 1964) – 2:03
3. „Droga na księżyc” (Krzysztof Bańkowski) (Opole 1964) – 2:33
4. „Zwrotnik raka” (Andrzej Korzyński) (Opole 1964) – 2:07
5. „Białe wzgórza” (Zbigniew Antoszewski) (Opole 1964) – 2:28
6. „Sygnał zespołu / Zapowiedź” (Tajfuny) (Zgaduj Zgadula 1964) – 0:30
7. „The Savage” (Norrie Paramor) (Zgaduj Zgadula 1964) – 2:20
8. „Blue Star” (Victor Young, Edward Heyman) (Zgaduj Zgadula 1964) – 2:31
9. „Wipe Out” (Bob Berryhill, Pat Connolly, Jim Fuler, Ron Wilson) (Zgaduj Zgadula 1964) – 1:37
10. „Taniec z szablami” (Aram Chaczaturian, opr. Tajfuny) (Gitariada 1965) – 4:20
11. „Stalowa woda” (ang. Still Waters Run Deep) (Bob Perper, Paul Gasper, Jack Aranda, opr. Bohdan Kendelewicz, Zbigniew Antoszewski) (Gitariada 1965) – 2:33
12. „Sezam otwarty” (Bohdan Kendelewicz) (Gitariada 1965) – 2:35
13. „The House of the Rising Sun” (trad., oprac. Tajfuny) (Gitariada 1965) – 3:41
14. „Zapowiedź” (Opole 1966) – 0:28
15. „Ej, ta droga” (Anatol Nowikow) (Opole 1966) – 2:07
16. „My i oni” (Bohdan Kendelewicz) (Opole 1966) – 3:08

- Nagrano:
- Utwory 11-12 nagrano podczas koncertu Pierwszy dzień lata, na II KFPP w Opolu, 24 czerwca 1964 roku.
- Utwory 13, 14 nagrano podczas koncertu Vivat akademia na II KFPP w Opolu, 26 czerwca 1964 roku.
- Utwór 15 nagrano podczas koncertu Gigant z niespodziankami na II KFPP w Opolu, 28 czerwca 1964 roku w Warszawie.
- Utwory 16-19 nagrano podczas koncertu z cyklu Zgaduj Zgadula nr 88 w 1964 roku.
- Utwory 20-23 nagrano podczas koncertu Gitariada, 9 grudnia 1965 roku.
- Utwory 24-26 nagrano podczas koncertu Koncert młodości, na IV KFPP w Opolu, 24 czerwca 1966 roku.

### Dodatek specjalny – Nagrania zespołu Zbigniewa Antoszewskiego
1. „Bonanza” (Jay Livingston, Ray Evans) – 2:01
2. „Bradiaga” (rosyjska mel. lud., opr. Zbigniew Antoszewski) – 3:21
3. „Poluszko, pole” (Lew Knipper, Wiktor Gusiew) – 2:37
4. „Głos prerii” (Jerzy Kossela) – 2:21
5. „Waga ciężka” (Tomasz Jaśkiewicz) – 2:46
6. „Wiosenny dzień” (Wiktor Stroiński) – 2:49
7. „Moje serce” (Tomasz Jaśkiewicz) – 2:50
8. „Mała Jaga” (Wiktor Stroiński) – 2:34

- Nagrania z 1967 roku:
- 27-30 – pierwsze wydanie EP N-0465 Pronit.
- 31, 32 – pierwsze wydanie LP Prywatki u Bożeny, Polskie Nagrania „Muza” XL 0419.
- 33, 34 – pierwsze wydanie LP Zatańczmy..., Pronit XL 0509.

## Skład zespołuTajfuny[1][2]
- Bohdan Kendelewicz – gitara prowadząca
- Krzysztof Bańkowski – gitara rytmiczna
- Zbigniew Antoszewski – gitara basowa
- Mirosław Bednarski – perkusja
- Jerzy Tumidajski – perkusja

## Skład zespołuBig Beat Sextet[1][2]
- Mariusz Mroczkowski – lider, pianino[3]
- Bohdan Kendelewicz – gitara prowadząca
- Krzysztof Bańkowski – gitara rytmiczna
- Krzysztof Zagrodzki – gitara basowa
- Mirosław Bednarski – perkusja
- Adam Chyła – saksofon

## Skład Zespołu Zbigniewa Antoszewskiego[1][2]
- Zbigniew Antoszewski – lider, gitara basowa, aranżacje
- Wiktor Stroiński – gitara
- Piotr Puławski – gitara
- Zbigniew Ryfa – perkusja
- Józef Gawrych – wibrafon
- Janusz Muniak – saksofon tenorowy

## Opracowanie[1][2]
- Redakcja, mastering, opracowanie graficzne – Paweł Nawara
- Koordynator projektu – Marek Trepko
- Kolorowanie i obróbka zdjęć – Katarzyna Jasińska
- Zdjęcia – Marek Karewicz, Zbigniew Antoszewski, Archiwum Adama Wieckiego